# Aron Bjarnason
Aron Bjarnason (14 ottobre 1995) è un calciatore islandese, attaccante del Breiðablik.

## Carriera

### Club
Il 6 febbraio 2021 viene acquistato dalla squadra svedese del Sirius.

### Nazionale
Ha giocato nelle nazionali giovanili islandesi Under-18 ed Under-19.
Nel 2023 ha giocato una partita nella nazionale maggiore islandese.

## Statistiche

### Presenze e reti nei club
Statistiche aggiornate al 9 maggio 2022.
| Stagione                | Squadra                 | Campionato              | Campionato | Campionato | Coppe nazionali | Coppe nazionali | Coppe nazionali | Coppe continentali | Coppe continentali | Coppe continentali | Altre coppe | Altre coppe | Altre coppe | Totale | Totale |
| Stagione                | Squadra                 | Comp                    | Pres       | Reti       | Comp            | Pres            | Reti            | Comp               | Pres               | Reti               | Comp        | Pres        | Reti        | Pres   | Reti   |
| ----------------------- | ----------------------- | ----------------------- | ---------- | ---------- | --------------- | --------------- | --------------- | ------------------ | ------------------ | ------------------ | ----------- | ----------- | ----------- | ------ | ------ |
| 2012                    | Þróttur                 | 1D                      | 4          | 0          | CI+CdL          | 0               | 0               |                    | -                  | -                  |             | -           | -           | 4      | 0      |
| gen.-ago. 2013          | Þróttur                 | 1D                      | 11         | 0          | CI+CdL          | 0+7             | 0+2             |                    | -                  | -                  |             | -           | -           | 18     | 2      |
| Totale Þróttur          | Totale Þróttur          | Totale Þróttur          | 15         | 0          |                 | 7               | 2               |                    | -                  | -                  |             | -           | -           | 22     | 2      |
| ago.-dic. 2013          | Fram Reykjavík          | UD                      | 7          | 1          | CI+CdL          | 1+0             | 0               |                    | -                  | -                  |             | -           | -           | 8      | 1      |
| 2014                    | Fram Reykjavík          | UD                      | 17         | 4          | CI+CdL          | 1+6             | 0+1             | UEL                | 0                  | 0                  |             | -           | -           | 24     | 5      |
| Totale Fram Reykjavík   | Totale Fram Reykjavík   | Totale Fram Reykjavík   | 24         | 5          |                 | 8               | 1               |                    | 0                  | 0                  |             | -           | -           | 32     | 6      |
| 2015                    | ÍBV Vestmannæyja        | UD                      | 17         | 2          | CI+CdL          | 2+6             | 1+0             |                    | -                  | -                  |             | -           | -           | 25     | 3      |
| 2016                    | ÍBV Vestmannæyja        | UD                      | 21         | 5          | CI+CdL          | 5+5             | 0+1             |                    | -                  | -                  |             | -           | -           | 31     | 6      |
| Totale ÍBV Vestmannæyja | Totale ÍBV Vestmannæyja | Totale ÍBV Vestmannæyja | 38         | 7          |                 | 18              | 2               |                    | -                  | -                  |             | -           | -           | 56     | 9      |
| 2017                    | Breiðablik              | UD                      | 21         | 6          | CI+CdL          | 1+6             | 0+1             |                    | -                  | -                  |             | -           | -           | 28     | 7      |
| 2018                    | Breiðablik              | UD                      | 19         | 2          | CI+CdL          | 2+2             | 0+1             |                    | -                  | -                  |             | -           | -           | 23     | 3      |
| gen.-lug. 2019          | Breiðablik              | UD                      | 10         | 4          | CI+CdL          | 1+5             | 1+3             | UEL                | 2                  | 0                  |             | -           | -           | 18     | 8      |
| Totale Breiðablik       | Totale Breiðablik       | Totale Breiðablik       | 50         | 12         |                 | 17              | 6               |                    | 2                  | 0                  |             | -           | -           | 69     | 18     |
| 2019-2020               | Újpest                  | NB1                     | 16         | 0          | CU              | 2               | 2               |                    | -                  | -                  |             | -           | -           | 18     | 2      |
| giu.-dic. 2020          | Valur                   | UD                      | 18         | 7          | CI+CdL          | 3+0             | 1+0             |                    | -                  | -                  |             | -           | -           | 21     | 8      |
| gen.-feb. 2021          | Újpest                  | NB1                     | 0          | 0          | CU              | 0               | 0               |                    | -                  | -                  |             | -           | -           | 0      | 0      |
| Totale Újpest           | Totale Újpest           | Totale Újpest           | 16         | 0          |                 | 2               | 2               |                    | -                  | -                  |             | -           | -           | 18     | 2      |
| 2021                    | Sirius                  | A                       | 2          | 0          | CS              | 2               | 0               |                    | -                  | -                  |             | -           | -           | 4      | 0      |
| 2022                    | Sirius                  | A                       | 7          | 1          | CS              | 3               | 0               |                    | -                  | -                  |             | -           | -           | 10     | 1      |
| Totale Sirius           | Totale Sirius           | Totale Sirius           | 9          | 1          |                 | 5               | 0               |                    | -                  | -                  |             | -           | -           | 14     | 1      |
| Totale carriera         | Totale carriera         | Totale carriera         | 154        | 32         |                 | 58              | 12              |                    | 2                  | 0                  |             | -           | -           | 214    | 44     |

## Palmarès

### Club

#### Competizioni nazionali
- Coppa d'Islanda: 1

Fram Reykjavík: 2013
- Campionato islandese: 1

Breiðablik: 2024
- Coppa di Lega islandese: 1

Breiðablik: 2024